# Halls Creek
Hall's Creek (1 289 habitants) est une ville située dans la région de Kimberley dans le nord de l'Australie-Occidentale à 366 kilomètres au sud de Kununurra sur la Great Northern Highway la route qui relie Perth au nord de l'État et plus loin à Darwin.
La ville est le centre administratif du comté de Halls Creek (Hall's Creek Shire) qui comprend de nombreuses communautés aborigènes. Elle sert de centre d'approvisionnement pour les fermes de la région. C'est le seul centre urbain pour les touristes à 300 km à la ronde.
La ville a une température maximale moyenne de 33,6 °C, une température minimale moyenne de 20,0 °C et une moyenne de précipitations annuelles de 558 mm.
60 % de la population est aborigène (principalement des Jaru et des Kija).

## Histoire
Comme c'est le cas pour beaucoup d'autres villes d’Australie, il y a en fait deux Hall's Creek, séparées l'une de l'autre par une quinzaine de kilomètres. La vieille ville, Old Town, celle des pionniers n'est plus aujourd'hui qu'un champ de ruines. En 1948, la ville qui connait de sérieux problèmes d'approvisionnement en eau commence à se déplacer vers le nord afin de se rapprocher de la piste qui relie Derby à Wyndham mais aussi de la piste d'aviation qui avait été construite pendant la Seconde Guerre Mondiale afin de parer à une invasion japonaise. Peu à peu, Old Town se vide de ses habitants pour devenir à partir de 1954 une ville fantôme.

### Russian Jack et la ruée vers l'or
La ville tient son nom de Charles Hall, un chercheur d'or, qui mit au jour avec son camarade Jack Slattery, une pépite de 29 onces (environ 800 grammes) le 14 juillet 1885. Cette découverte marqua le début d'une véritable ruée vers l'or, qui bien que de courte durée, attira plusieurs milliers de prospecteurs dans cette partie des Kimberleys.
De nos jours, Hall's Creek garde encore le souvenir de cette fièvre de l'or. Le symbole de la ville est tiré d'une de ces nombreuses anecdotes qui fabriquent les légendes. La statue de Russian Jack poussant sa brouette dans laquelle est assis un homme se dresse à l'entrée du bâtiment de la mairie. Cette statue rappelle comment Ivan Fredericks a transporté sur plus de 250 kilomètres un chercheur d’or souffrant de la fièvre typhoïde pour qu’il puisse être soigné à Hall's Creek.

### L'invention desFlying Doctors
En 1917, Darcy, un stockman  qui travaille à Ruby Plains Station, une ferme située à 75 kilomètres au sud de la ville, se blesse gravement en tombant de cheval. Ramené à Hall's Creek par ses compagnons après 12 heures de voyage, le postier contacte Derby et Wyndham par télégraphe pour qu'un docteur soit dépêché sur place. Aucun d'eux n'étant disponible, le postier réussit néanmoins à joindre le docteur J. Holland à Perth. Le blessé devant être immédiatement opéré, le docteur transmet ses instructions en morse afin que le postier se charge lui-même de l'intervention. L'opération va durer sept heures sans aucun anesthésique. Le lendemain, le cas du patient semble se détériorer et s'engage alors une course contre la montre. Holland décide de se rendre au chevet du patient: il saute dans un bateau, débarque à Derby et fait les kilomètres restant en Ford T, à cheval et à pied mais, le voyage ayant duré plusieurs jours, il ne réussit pas à arriver à temps pour sauver le stockman. Darcy, décède la veille de son arrivée à Old Town.
Ce drame fut relaté par tous les quotidiens et émut profondément le pays dans son entier, et notamment le révérend John Flynn. Flynn s'inspira de cette histoire pour créer ce qui deviendra plus tard le Royal Flying Doctor Service à Cloncurry (Queensland), ces médecins volants qui sont l'un des symboles de l'Australie.

### la Canning Stock Route
Au début du XXe siècle, les éleveurs des Kimberleys cherchent un moyen d'acheminer le bétail dans les meilleures conditions vers les villes du Sud de l'État. Entre 1906 et 1910, Alfred Canning est chargé d'ouvrir une piste qui coupe en plein désert afin de relier Hall's Creek à Wilanu. Imitant David Wynford Carnegie, Canning s'en remet à la connaissance des nomades afin de tracer son itinéraire, le faisant cheminer le long des points d'eau. Grâce à ces captures, Canning  est en mesure d'établir cinquante deux puits. Preuve de la résistance qu'opposent les Aborigènes aux colons, il n'y a aucun survivant du premier convoi de bétail qui est organisé en 1911. Jusqu'aux années 1930, la Canning Stock Route est alors rarement empruntée. Il faut attendre de nouveaux aménagements réalisés en 1929 puis le tournant de la Seconde Guerre mondiale pour que cette piste de 1780 km suscite à nouveau un quelconque intérêt et ce jusqu'au milieu des années 1950.

## L'Oasis des Kimberleys
La ville de Halls Creek connait des problèmes relatifs à la consommation excessive d'alcool.

## Communautés aborigènes
Plusieurs communautés aborigènes sont présentes en ville et dans les environs.

## Attractions touristiques

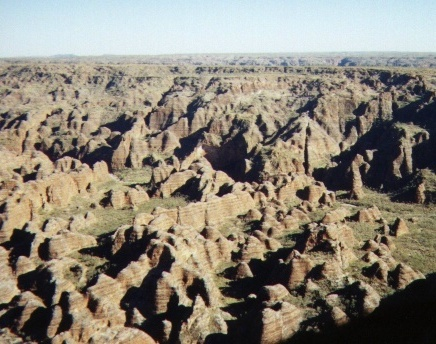
Les Bungles

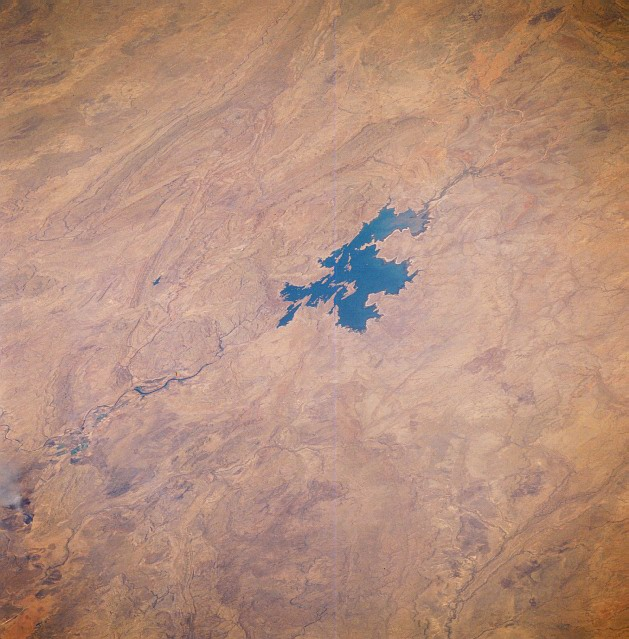
Lac Argyle

Le Comté de Halls Creek (Hall's Creek Shire) offre de nombreuses attractions aux touristes de passage.
En direction de Kununurra:
- le Parc national de Purnululu qui fait partie du Patrimoine mondial de l’UNESCO. Le site est aussi connu sous le nom de Bungle Bungle ou des Bungles.
- l'Ord River
- La mine de diamants exploitée au bénéfice du groupe Rio Tinto et le lac Argyle

En direction d'Alice Springs par la piste du Tanami:
- le parc national du cratère de Wolfe Creek
- le lac Grégory (Lake Gregory) et le turn-off pour la Canning Stock Route
- la coopérative artistique Warlayirti Artists de la communauté de Balgo Hills

En empruntant la Duncan Highway :
- Le China Wall, une barrière rocheuse de quartz située à une quinzaine de kilomètres de la ville.
- Caroline Pool à 13 km de la ville
- Old Town
- Palm Springs à 40 km
- Sawpit Gorge, la déviation pour s'y rendre se trouvant à quelques centaines de mètres après le croisement pour Palm Springs
- Marella Gorge à 150 km sur la frontière avec le Territoire du Nord. Situé sur la propriété privée de Nicholson Station (impératif de demander un permis d'accès), ce point d'eau est très certainement le plus beau de la région.